# I. Armee-Korps (Preußen)

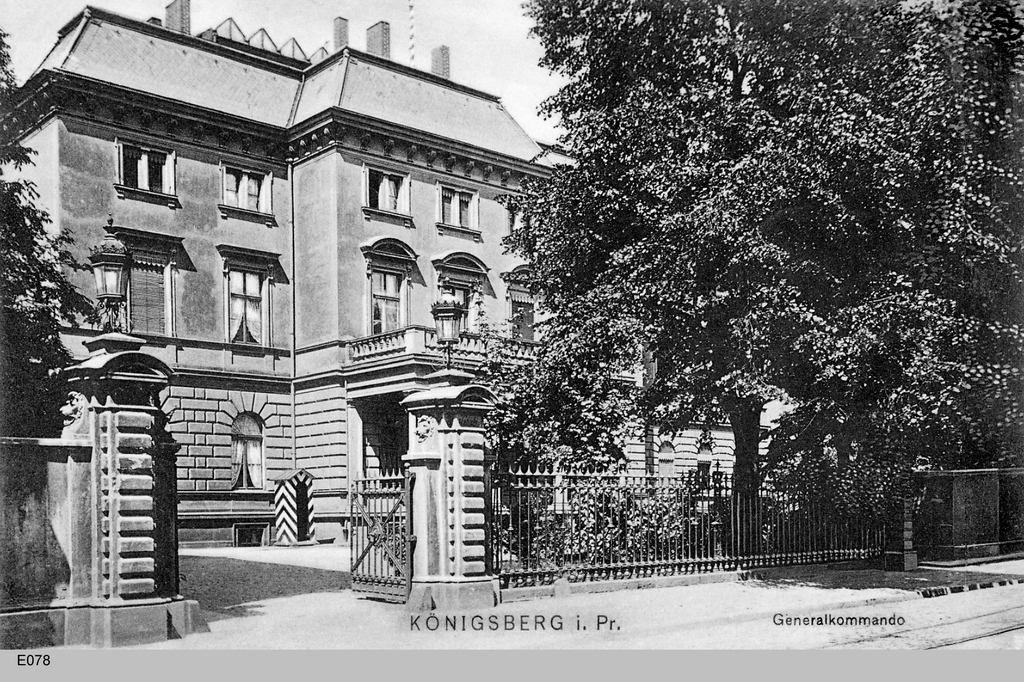
Sitz des Generalkommandos des I. Armee-Korps in Königsberg

Das I. Armee-Korps war ein Großverband der Preußischen Armee, der vom Generalkommando in Königsberg geführt wurde.

## Gliederung

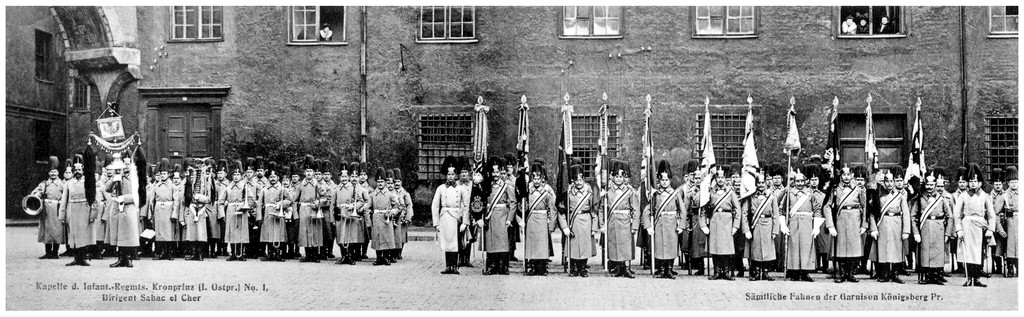
Sämtliche Fahnen der Garnison Königsberg

Das Korps war bis zum Ersten Weltkrieg der I. Armee-Inspektion zugeordnet. Nach der Mobilmachung trat es zur 8. Armee und kam an der Ostfront zum Einsatz.

### 1893
- 1. Division in Königsberg
- 2. Division in Königsberg
- Fußartillerie-Regiment „von Linger“ (Ostpreußisches) Nr. 1 in Königsberg
- Jäger-Bataillon „Graf Yorck von Wartenburg“ (Ostpreußisches) Nr. 1 in Ortelsburg
- Pionier-Bataillon „Fürst Radziwill“ (Ostpreußisches) Nr. 1 in Königsberg
- Samländisches Pionier-Bataillon Nr. 18 in Königsberg
- Ostpreußisches Train-Bataillon Nr. 1 in Königsberg
- 4 Landwehrbezirkskommandos

### 1900
- 1. Division in Königsberg
- 2. Division in Insterburg
- 37. Division in Allenstein
- Jäger-Bataillon „Graf Yorck von Wartenberg“ (Ostpreußisches) Nr. 1
- Eskadron Jäger zu Pferde des I. Armee-Korps (beim Kürassier-Regiment „Graf Wrangel“ (Ostpreußisches) Nr. 3)
- Fußartillerie-Regiment „von Linger“ (Ostpreußisches) Nr. 1
- Pionier-Bataillon „Fürst Radziwill“ (Ostpreußisches) Nr. 1
- Pionier-Bataillon Nr. 18
- Ostpreußisches Train-Bataillon Nr. 1
- 11 Landwehrbezirkskommandos

Quelle: Rangliste der Königlich Preußischen Armee 1900

### 1912
- 1. Division
- 2. Division

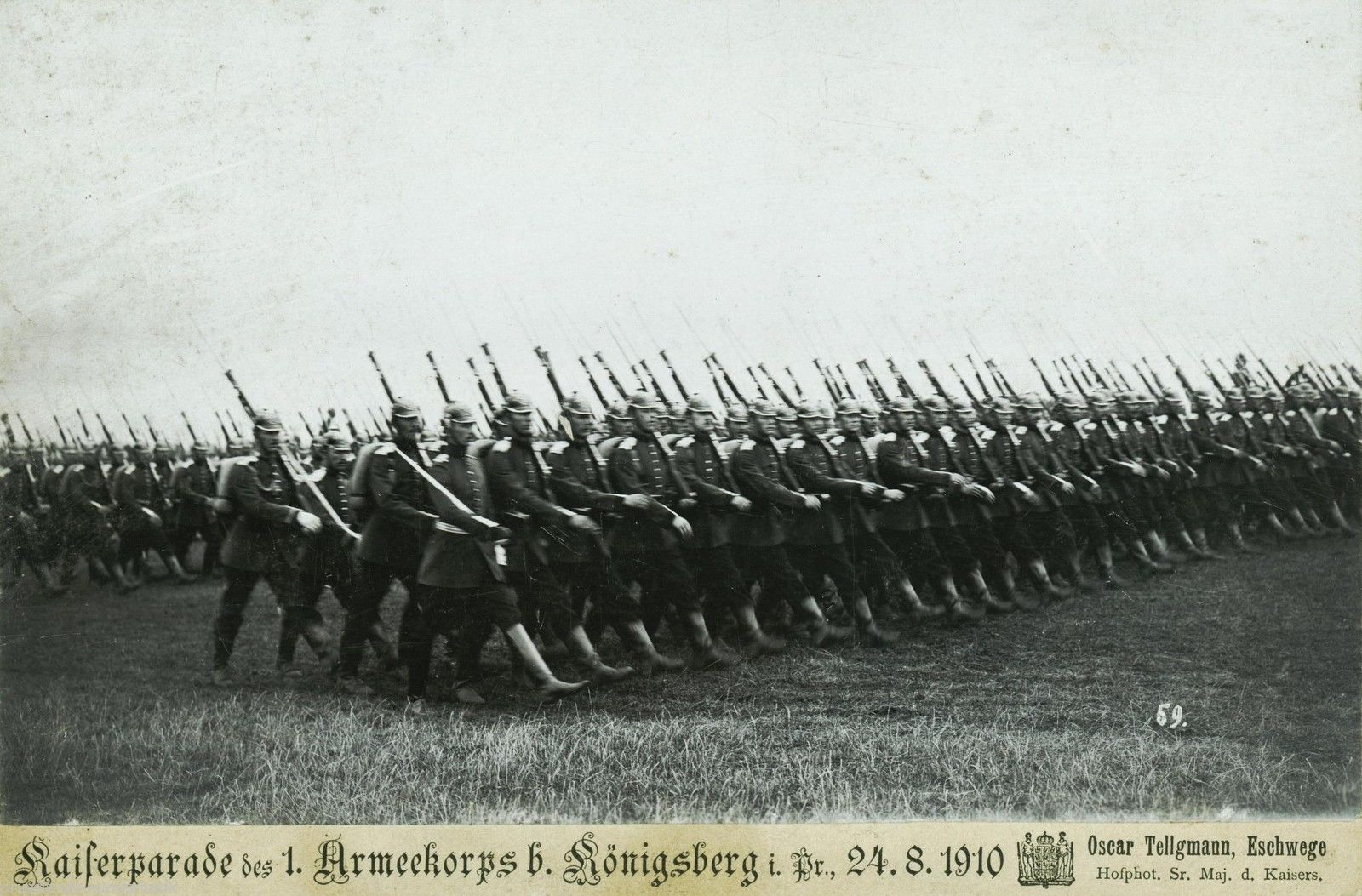
Truppen des I. Armee-Korps beim Kaisermanöver 1910

- Fußartillerie-Regiment „von Linger“ (Ostpreußisches) Nr. 1
- Kommando der Pioniere I. Armee-Korps
  - Pionier-Bataillon „Fürst Radziwill“ (Ostpreußisches) Nr. 1
  - Samländisches Pionier-Bataillon Nr. 18
- Ostpreußisches Train-Bataillon Nr. 1
- 8 Landwehrbezirkskommandos

Quelle: Rangliste der Königlich Preußischen Armee 1912

### Friedensgliederung 1914
- 1. Division
- 2. Division

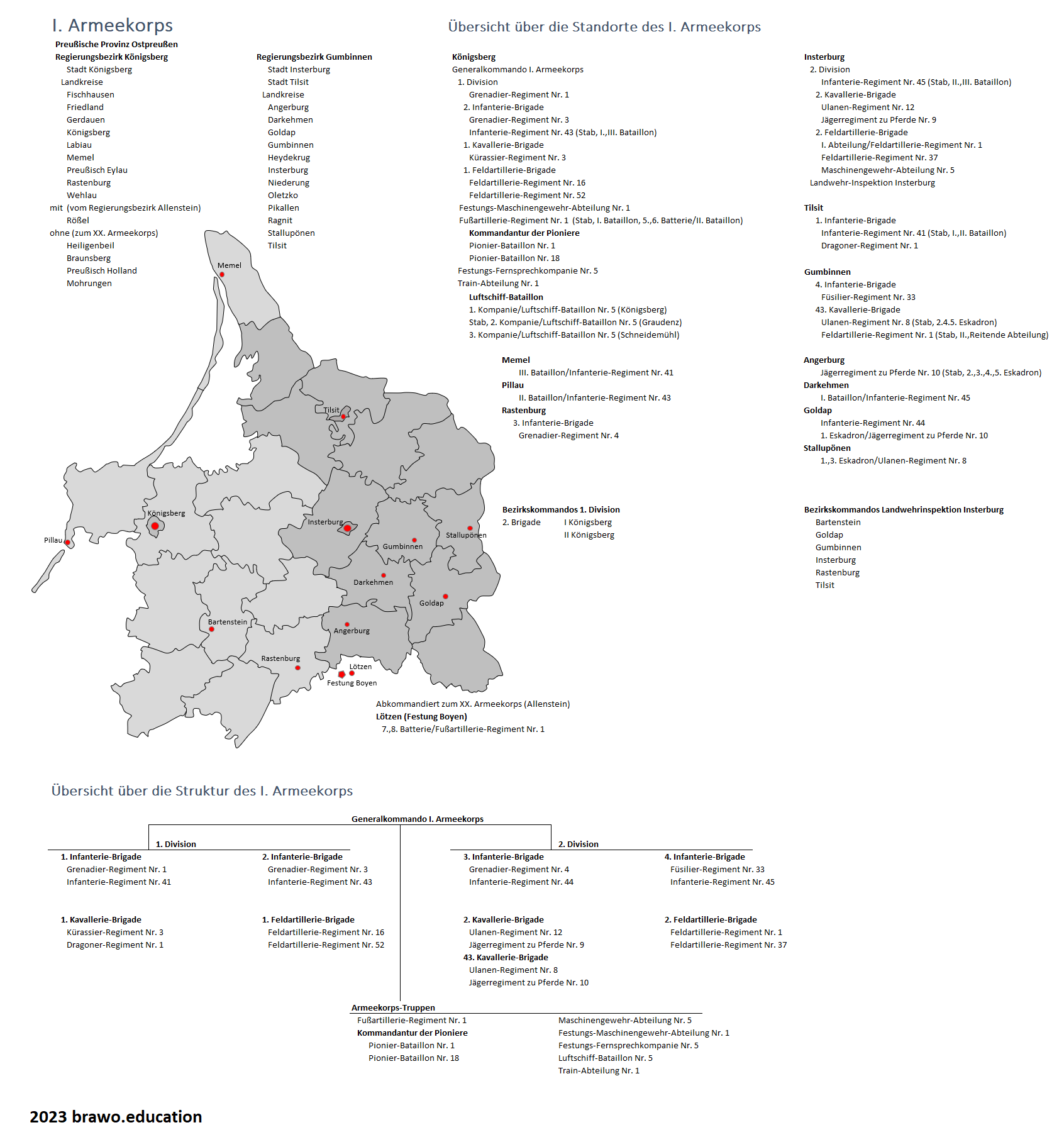
1914-Der Bezirk des I. Armeekorps am Vorabend des Ersten Weltkriegs

- Maschinengewehr-Abteilung Nr. 5 in Insterburg
- Festungs-Maschinengewehr-Abteilung Nr. 1 in Königsberg
- Fußartillerie-Regiment „von Linger“ (Ostpreußisches) Nr. 1
- Kommando der Pioniere I. Armee-Korps
  - Pionier-Bataillon „Fürst Radziwill“ (Ostpreußisches) Nr. 1
  - Samländisches Pionier-Bataillon Nr. 18
- Festungs-Fernsprech-Kompanie Nr. 5 in Königsberg
- Luftschiffer-Bataillon Nr. 5 (vorläufig) in Liegnitz, Allenstein und Posen
- Ostpreußische Train-Abteilung Nr. 1
- Landwehr-Inspektion Insterburg mit 6 Bezirkskommandos

Quelle: Rangliste der Königlich Preußischen Armee 1914

### Kriegsgliederung vom 2. August 1914
- 1. Division
- 2. Division
- 2. Kavallerie-Brigade

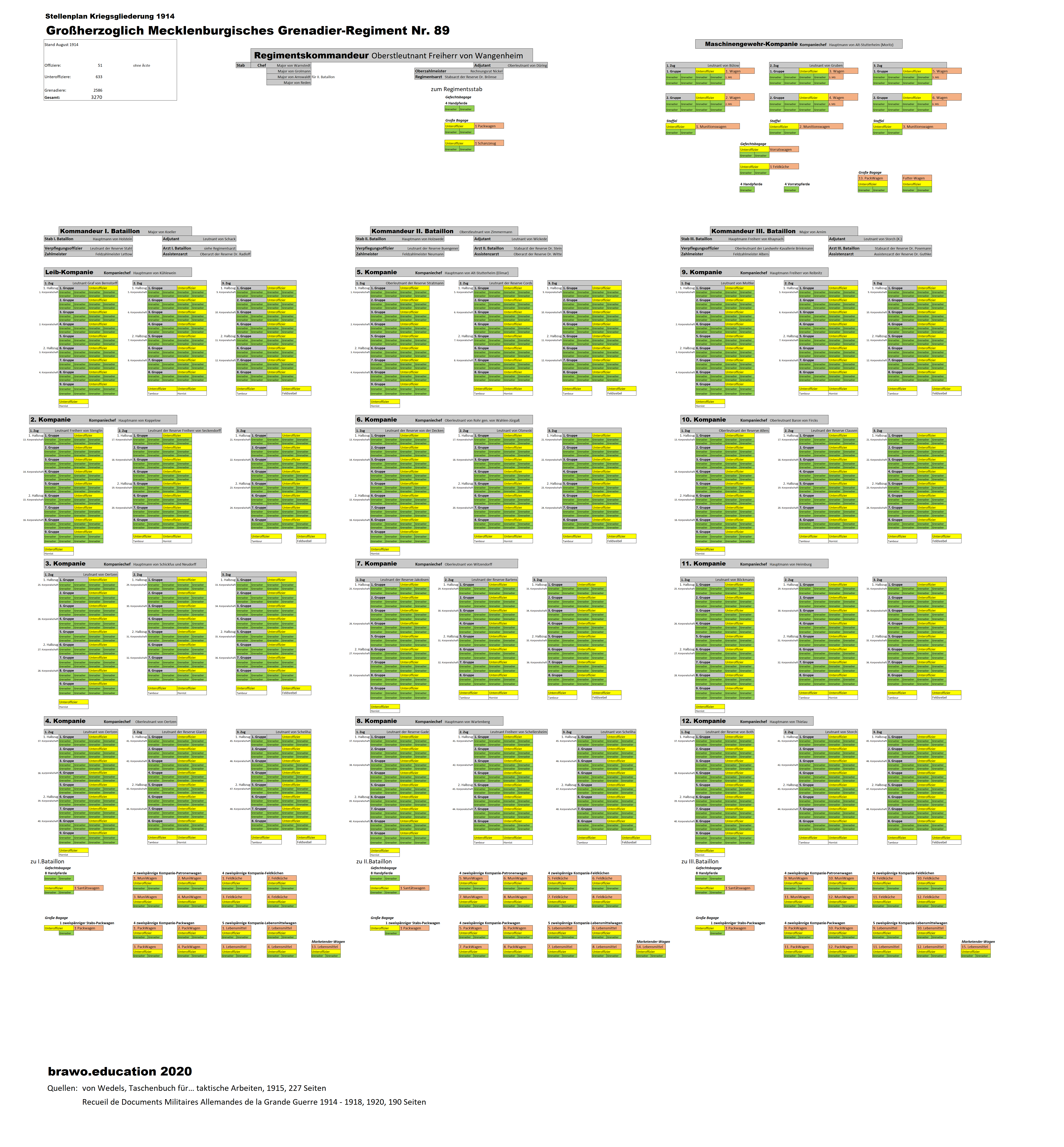
1914-Struktur eines Infanterie-Regiments, am Beispiel des Grenadier-Regiments Nr. 89 (Schwerin/Neustrelitz)

- I./Fußartillerie-Regiment „von Linger“ (Ostpreußisches) Nr. 1
- II./Reserve-Fußartillerie-Regiment Nr. 15
- Pionier-Bataillon „Fürst Radziwill“ (Ostpreußisches) Nr. 1
- Ostpreußische Train-Abteilung Nr. 1
- Feld-Flieger-Abteilung Nr. 14

## Geschichte

### Deutsch-Französischer Krieg

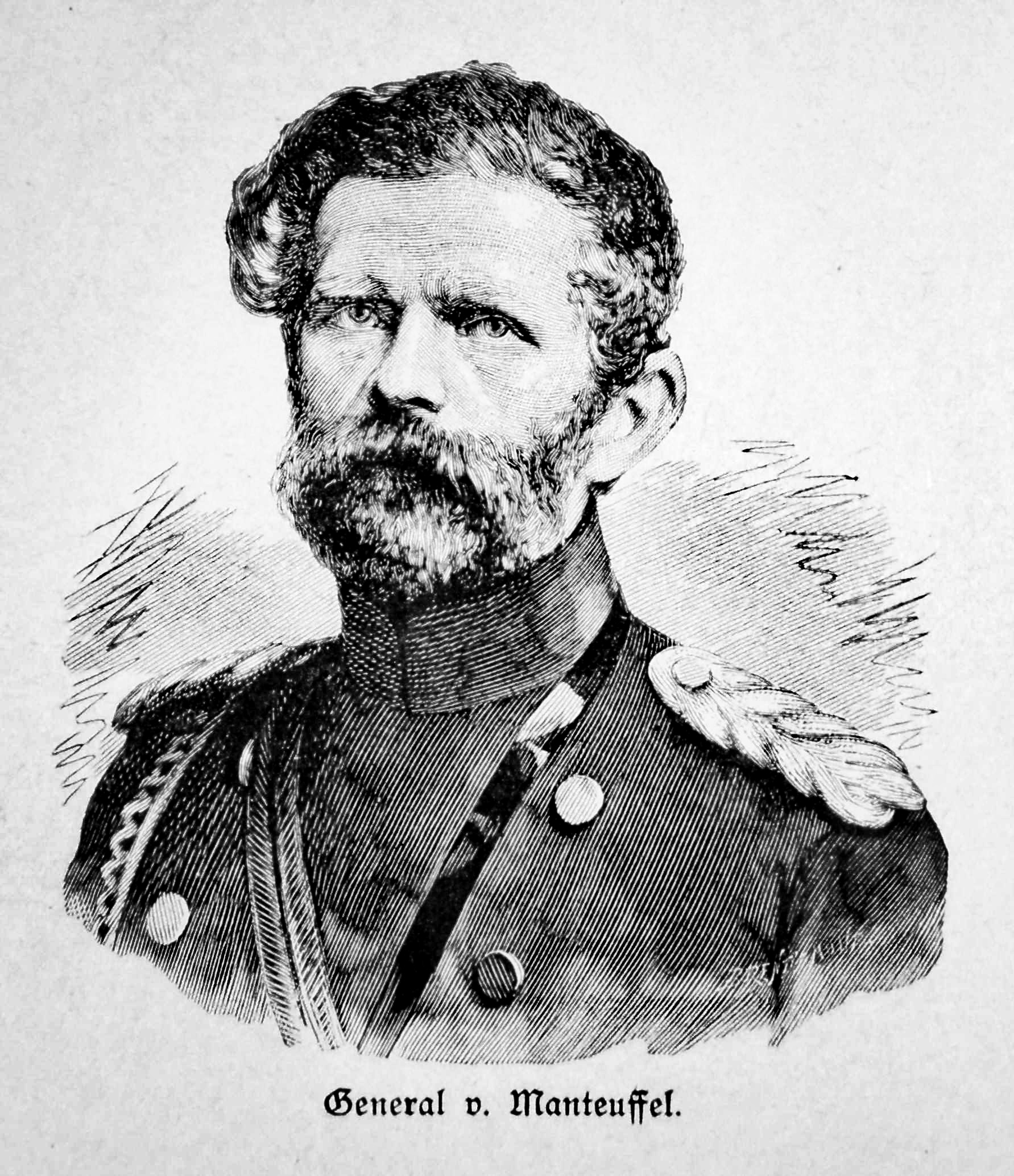
Edwin von Manteuffel

Im Deutsch-Französischen Krieg 1870/71 diente das I. Armee-Korps unter General Edwin von Manteuffel hinter den aufmarschierenden Armeen als Reserve und wurde erst nach dem Freiwerden der Eisenbahnlinie an den westlichen Kriegsschauplatz nach Lothringen transportiert. Die 1. Division führte Generalleutnant Georg Ferdinand von Bentheim und die 2. Division stand unter General Gustav von Pritzelwitz. Während der Schlacht bei Colombey am 14. August griff das Korps mit der 1. Division gegenüber der französischen Division Grenier zwischen Montoy und Noisseville in die Schlacht ein. Beim französischen Ausfall aus der Festung Metz am östlichen Ufer der Mosel, versuchte General von Manteuffel durch seine Korpsartillerie die Stellungen am Vallieres-Bach zu halten. Um 17 Uhr wurde Montoy erobert, das Infanterie-Regiment Nr. 43 unter Oberst von Bosse stürmte das Dorf Lauvallier nach schweren Verlusten. Zwar drangen sie bis Mey vor, mussten aber vor den französischen Verstärkungen wieder auf Montoy zurückweichen, wo ein dreimaliger Angriff unter großem Verlust abgeschlagen wurde. Die Lage der preußischen 2. Division am rechten Flügel um Nouilly war derweil bedenklich geworden. Die bedrängte 3. Brigade des Generals von Memerty wurde endlich nach dem Auffahren von 90 Geschützen zwischen Servigny und bis Noiseville entlastet.
Marschall Bazaine war mit der französischen Rheinarmee durch die deutsche 2. Armee unter Friedrich Karl von Preußen vollständig eingeschlossen worden. Während der Belagerung von Metz hatte General Manteuffel den Oberbefehl am Ostufer der Mosel inne, das I. Korps lagerte rechts und links der Seille zwischen Servigny und Rupigny auf den Höhen von Pouilly und schützte zusammen mit dem südlicher stehenden II. Armee-Korps die Magazine von Remilly und Pont-à-Mousson. Nach Nordosten sicherte die 3. Reserve-Division unter General von Kummer bis zur Mosel. Am 31. August richtete sich ein starker französischer Ausfall gegen die Linien der preußischen 1. Division zwischen Failly und Noisseville. Als die Schlacht von Noisseville begann, empfing General von Manteuffel den auf St.-Barbe vorgehenden Feind sofort mit so wirksamem Feuer von sechzig Geschützen, welche vor der eigentlichen Verteidigungslinie standen, dass das französische Vordringen schnell ins Stocken kam. General von Manteuffel, am frühen Morgen des 1. September durch die Ankunft des IX. Armee-Korps entlastet, versuchte das am Vortag verlorene Noisseville wiederzuerobern. Ein Angriff der Brigade Memerty drang zwar in Flanvillers ein, scheiterte aber bei einem weiteren Angriff auf Noisseville. Manteuffel brachte die Artilleriestellung gegen Noisseville auf 114 Geschütze und ließ jetzt herankommende Reserven zum neuerlichen Angriff – diesmal gegen die rechte Flanke der Franzosen ansetzen. Das Eingreifen der 28. Brigade (vom VII. Korps) entriss der französischen Division unter General Fauvart-Bastoul die Dörfer Flanvillers und Coincy.
Nach der Teilnahme an der Belagerung von Metz und dem Fall der Festung Ende Oktober wurde General von Manteuffel neuer Oberbefehlshaber der 1. Armee, behielt aber gleichzeitig das Kommando über das nach Westen abgehende I. Korps. Die 1. Brigade unter General von Gayl wurde mit der Belagerung der Festung Verdun betraut, welche bereits am 8. November übergeben wurde. Die 2. Brigade unter Generalmajor von Falkenstein wurde zur Festung Mezieres entsandt, welche am 14. November eingeschlossen wurde. Die 4. Brigade (Generalmajor von Ziglintzki) war zur Beobachtung der Festung La Fere bestimmt und begann am 25. November die eigentliche Belagerung. Nur die 3. Brigade (von Memerty) ging sofort zusammen mit dem VIII. Armee-Korps Richtung Amiens an die Somme ab.
Am 27. November 1870 folgte die Schlacht bei Amiens, das I. Korps war bis an die Lure vorgeschoben werden. Beim Vorgehen klärte die 3. Kavallerie-Division an der Nordflanke auf, die Infanterie traf vor den Dörfern Gentelles und Cachy auf feindliche Kräfte und es kam zu wechselhaften Kämpfen. Am linken Flügel entschied der Angriff der 16. Division bei Hebecourt den Ausgang des Kampfes. Am gleichen Tag wurde die 4. Brigade nach der Kapitulation von La Fere frei. Zwischen 3. und 6. Dezember erfolgte der fast kampflose Vormarsch der 1. Division nach Rouen. Nach der Unterdrückung neuer französischer Kräfte bei Amiens und dem Fall von Mezieres am 1. Januar 1871 wurde das VIII. Korps bei Bapaume konzentriert. Bei Arras hatte General Faidherbe wieder starke Kräfte versammelt, griff am 3. Januar in der Schlacht bei Bapaume erfolglos an. Darauf kapitulierte das seit 26. Dezember von der 16. Division (Barnekow) eingeschlossene Peronne. Die Masse der Division Bentheim hatte derweil an der unteren Seine am 4. Januar den Gegner im Gefecht bei Moulineaux geworfen und wurde am 25. Januar durch das über Alençon heranmarschierende XIII. Korps in Rouen freigemacht. Die französische Nordarmee unter Faidherbe war bereits am 19. Januar in der Schlacht von St. Quentin im harten Ringen östlich der Stadt frontal vom VIII. Korps geworfen und zum Rückzug gezwungen worden. Vom I. Korps hatten dabei die Verstärkungen durch die 1. Division unter General von Gayl erheblichen Anteil.

### Im Ersten Weltkrieg

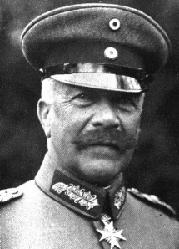
Hermann von François

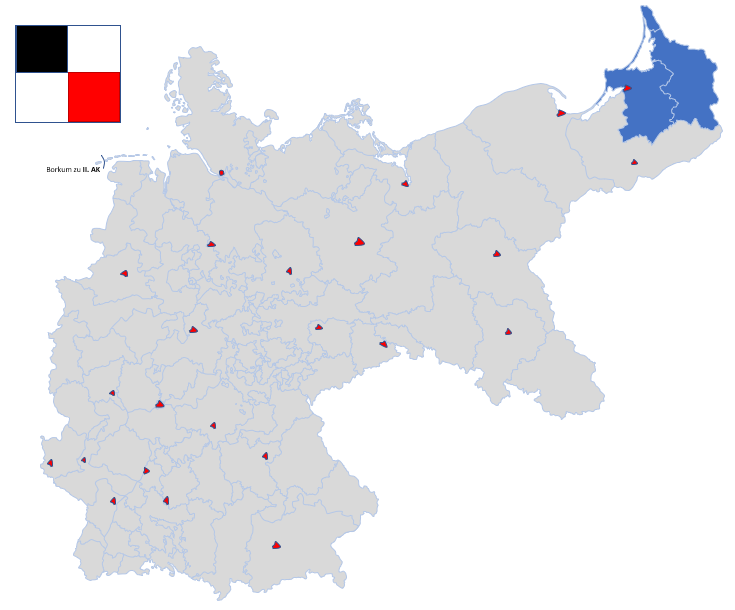
1914 – Lage des I. Armeekorps im Deutschen Reich, am Vorabend des Ersten Weltkriegs

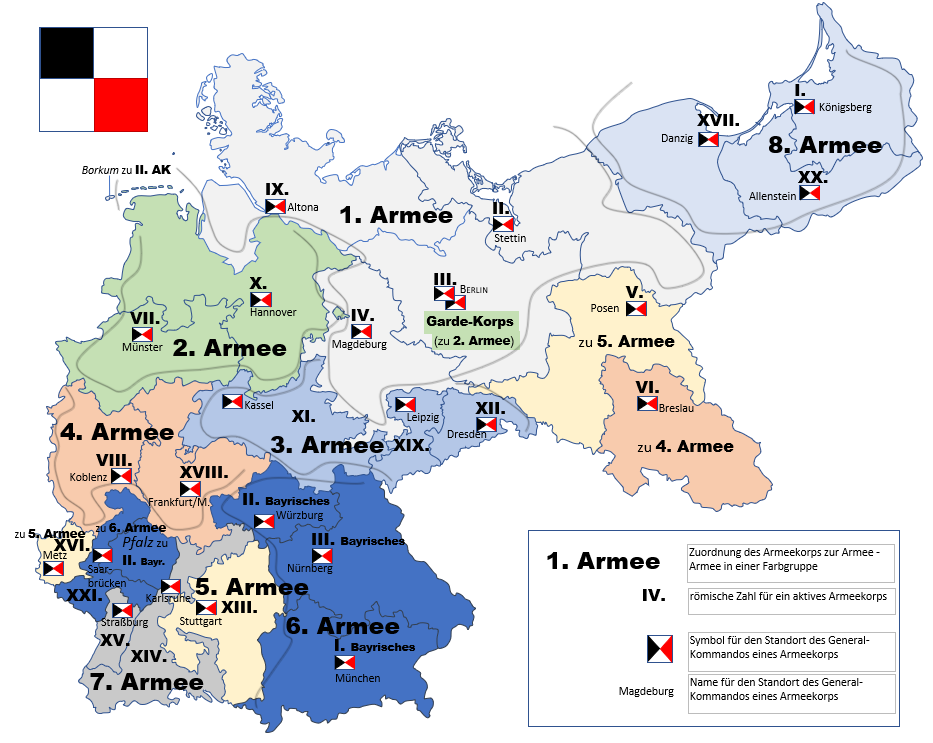
1914 – Zuordnung der aktiven deutschen Armee-Korps zu den 8 Armeen zu Beginn des Ersten Weltkriegs

Bei Ausbruch des Ersten Weltkrieges im August 1914 stand das Korps unter General von François im Verband der 8. Armee an der Ostfront. Die russische 1. Armee unter General von Rennenkampff drang auf einer Breite von 40 km zwischen Wischtynjez und Schirwindt in Ostpreußen ein. General von François postierte das I. Korps gegen die ausdrückliche Anweisung seines Vorgesetzten von Prittwitz direkt an der Grenze und nahm am 17. August das Gefecht bei Stallupönen auf. Bei Göritten warf ein Flankenstoß den Feind erfolgreich zurück, am Nordflügel mussten die Deutschen aber in Richtung Stallupönen zurückweichen. Dabei lief die 1. Division Gefahr abgeschnitten zu werden. Erst ein einschlägiger Befehl des AOK 8 veranlassten General François am späten Abend, sich noch rechtzeitig in Richtung Gumbinnen abzusetzen. François leitete am 19. August durch einen Angriff seines Korps auch die Schlacht bei Gumbinnen ein, die nach einem taktischen Patt abgebrochen wurde. Das I. Armee-Korps war bereits von Gumbinnen per Eisenbahn nach Süden im Abtransport, als das AOK von General von Hindenburg übernommen wurde. Am 24. August übernahm das Korps während der Schlacht bei Tannenberg den rechten Flügel der 8. Armee. Das I. Korps erreichte – am 26. August mit dem zugeteilten Detachement Mühlmann die Einnahme der Höhen von Seeben und nahm erst verspätet am 27. den Angriff wieder auf. Am 27. August gelang dem Korps zusammen mit dem Detachement „Schmettau“ (vom XX. Armee-Korps) der Durchbruch bei Usdau. Nach dem Durchbruch sollte das Korps auf Neidenburg vorgehen, um das XX. Armee-Korps zu entlasten. Die 1. Division stieß bis zum Abend des Tages bis zur Grenze bei Soldau vor. Die Masse der russischen Truppen flutete nach Mława zurück, sodass am 28. August Soldau ohne größere Probleme eingenommen werden konnte. Die 2. Division erreichte Neidenburg, um die Einschließung der russischen Narewarmee am 29. August nach dem Treffen mit dem XVII. Armee-Korps im Raum Willenberg zu vollenden. Das russische I. Armeekorps marschiere aber am 30. August von Mława nach Neidenburg heran, um der eingeschlossenen 2. Armee den Rückzug zu ermöglichen. General François warf alle verfügbaren Kräfte bei Soldau dem anstürmenden russischen 1. Korps entgegen, während die 2. Division bei Neidenburg die Einschließung aufrechterhielt.
Wie bei Tannenberg führte das I. Korps von 6. bis 11. September 1914 auch in der folgenden Schlacht an den Masurischen Seen die entscheidende Umfassungsoperation gegen die linke Flanke der russischen 1. Armee durch. Am 9. Oktober 1914 wurde General Kosch für kurze Zeit zum Kommandierenden General des I. Armee-Korps ernannt. Das Korps griff während der Winterschlacht in Masuren Anfang Februar 1915 im Raum Lötzen wieder erfolgreich im Verband der 8. Armee an und konnte zusammen mit dem südlicher angreifenden XXXX. Reserve-Korps überlegene russische Truppen über die Grenze Ostpreußens nach Augustow zurückdrängen.

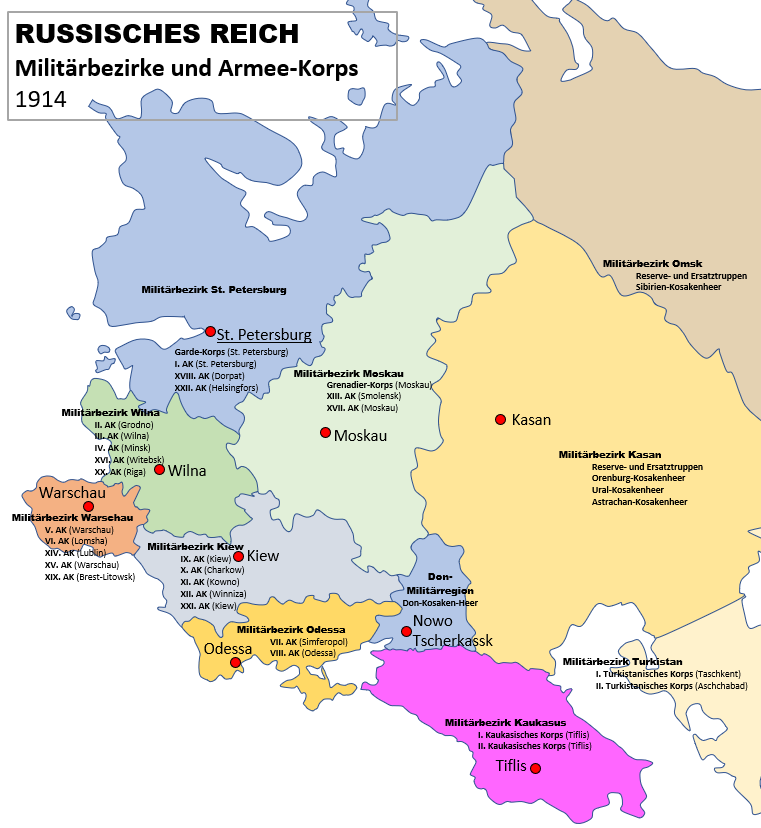
1914 – Die europäischen Militärbezirke und Armeekorps-Zuordnung der Russischen Kaiserlichen Armee, am Vorabend des Ersten Weltkriegs

Am 11. Juni 1915 übernahm General von Eben die Führung des I. Armee-Korps bei der Armeegruppe Gallwitz (ab August 12. Armee) am Narew-Abschnitt, unterstellt waren dabei die 2. und 37. Division. Mitte Juli gelang infolge der Narew-Offensive die Einnahme der Festung Ostrolenka und im August 1915 die Besetzung von Białystok. Im September 1915 nun zur 10. Armee gehörig, gelang während der Swenziany-Offensive die Besetzung der Stadt Wilna und im Verband der Armeegruppe Scholtz im Oktober 1915 die Besetzung von Dünaburg. Die Gruppe Eben verblieb folgend im Stellungskrieg an der Düna.
Nach dem Verlust von Brody während der russischen Brussilow-Offensive wurde das Generalkommando des Generals von Eben am 31. Juli 1916 der k.u.k. 2. Armee nach Galizien überwiesen. Es gelang während der Abwehrkämpfe in der Septemberschlacht, einen russischen Einbruch in Ungarn zu verhindern. Im Juli 1917 während der Kerenski-Offensive stand das Generalkommando im Raum Zloczow am Südflügel der k.u.k. Heeresgruppe „Böhm-Ermolli“. Der neue Kommandierende General von Winckler leitete den erfolgreichen Gegenangriff auf Tarnopol ein, der Ostgalizien fast vollständig zurückeroberte. Am 25. Februar 1918 tauschte Winckler sein Generalkommando mit dem XXV. Reserve-Korps, am 27. Februar wurde dessen Führer General Gröner mit der Führung des I. Korps beauftragt. Nach dem Frieden von Brest-Litowsk übernahm am 28. März 1918 General Theodor Mengelbier das Kommando. Das Kriegsende erlebte das Generalkommando bei der Heeresgruppe „Kiew“ als Besatzungsmacht in der östlichen Ukraine.

## Kommandierende Generale
| Dienstgrad                              | Name                                  | Datum                                                              |
| --------------------------------------- | ------------------------------------- | ------------------------------------------------------------------ |
| General der Infanterie                  | Friedrich Wilhelm Bülow von Dennewitz | 03. Juni 1814 bis 31. März 1815                                    |
| Generalleutnant                         | Hans Ernst Karl von Zieten            | 01. April bis 30. Oktober 1815                                     |
| General der Infanterie                  | Friedrich Wilhelm Bülow von Dennewitz | 01. November 1815 bis 25. Februar 1816                             |
| General der Kavallerie                  | Ludwig von Borstell                   | 05. März 1816 bis 17. Juni 1825                                    |
| Generalleutnant                         | Karl August Adolf von Krafft          | 18. Juni 1825 bis 29. März 1832                                    |
| Generalleutnant                         | Oldwig von Natzmer                    | 30. März 1832 bis 17. September 1835 (mit der Führung beauftragt)  |
| Generalleutnant                         | Oldwig von Natzmer                    | 18. September 1835 bis 28. November 1839                           |
| General der Kavallerie                  | Friedrich von Wrangel                 | 29. November 1839 bis 6. April 1842                                |
| General der Kavallerie                  | Friedrich zu Dohna-Schlobitten        | 07. April 1842 bis 27. März 1854                                   |
| General der Infanterie                  | Franz Karl von Werder                 | 28. März 1854 bis 28. Januar 1863                                  |
| General der Infanterie                  | Adolf von Bonin                       | 29. Januar 1863 bis 29. Oktober 1866                               |
| General der Infanterie                  | Eduard Vogel von Falckenstein         | 30. Oktober 1866 bis 3. August 1868                                |
| General der Kavallerie                  | Edwin von Manteuffel                  | 04. August 1868 bis 14. Juli 1873                                  |
| General der Infanterie                  | Albert von Barnekow                   | 15. Juli 1873 bis 4. Juni 1883                                     |
| General der Infanterie                  | Walter von Gottberg                   | 05. Juni 1883 bis 31. Mai 1885                                     |
| General der Infanterie                  | Ewald Christian von Kleist            | 01. Juni 1885 bis 14. Juni 1889                                    |
| General der Infanterie                  | Paul Bronsart von Schellendorff       | 15. Juni 1889 bis 28. Juni 1891                                    |
| Generalleutnant/ General der Infanterie | Hans von Werder                       | 29. Juni 1891 bis 9. Januar 1895                                   |
| General der Infanterie                  | Karl Finck von Finckenstein           | 27. Januar 1895 bis 24. Januar 1902                                |
| General der Infanterie                  | Colmar von der Goltz                  | 27. Januar 1902 bis 10. September 1907                             |
| General der Infanterie                  | Alexander von Kluck                   | 11. September 1907 bis 30. September 1913                          |
| General der Infanterie                  | Hermann von François                  | 01. Oktober 1913 bis 16. Februar 1914 (mit der Führung beauftragt) |
| General der Infanterie                  | Hermann von François                  | 17. Februar bis 3. Oktober 1914                                    |
| Generalleutnant                         | Adalbert von Falk                     | 04. bis 7. Oktober 1914 (mit der Führung beauftragt)               |
| General der Infanterie                  | Robert Kosch                          | 08. Oktober 1914 bis 10. Juni 1915                                 |
| General der Infanterie                  | Johannes von Eben                     | 11. Juni 1915 bis 4. Juni 1917                                     |
| General der Infanterie                  | Arnold von Winckler                   | 05. Juni 1917 bis 25. Februar 1918                                 |
| Würt. Generalleutnant                   | Wilhelm Groener                       | 27. Februar bis 27. März 1918 (mit der Führung beauftragt)         |
| Generalleutnant                         | Theodor Mengelbier                    | 28. März bis 13. Dezember 1918                                     |
| General der Infanterie                  | Johannes von Eben                     | 14. Dezember 1918 bis 14. Februar 1919                             |
| Generalleutnant                         | Ludwig von Estorff                    | 25. Februar bis 20. September 1919                                 |

## Nachfolge
Nach dem Ersten Weltkrieg blieb vom I. Armee-Korps nur die 1. Division der Reichswehr. 1934 wurde das I. Armeekorps aufgestellt.